# Kyklop

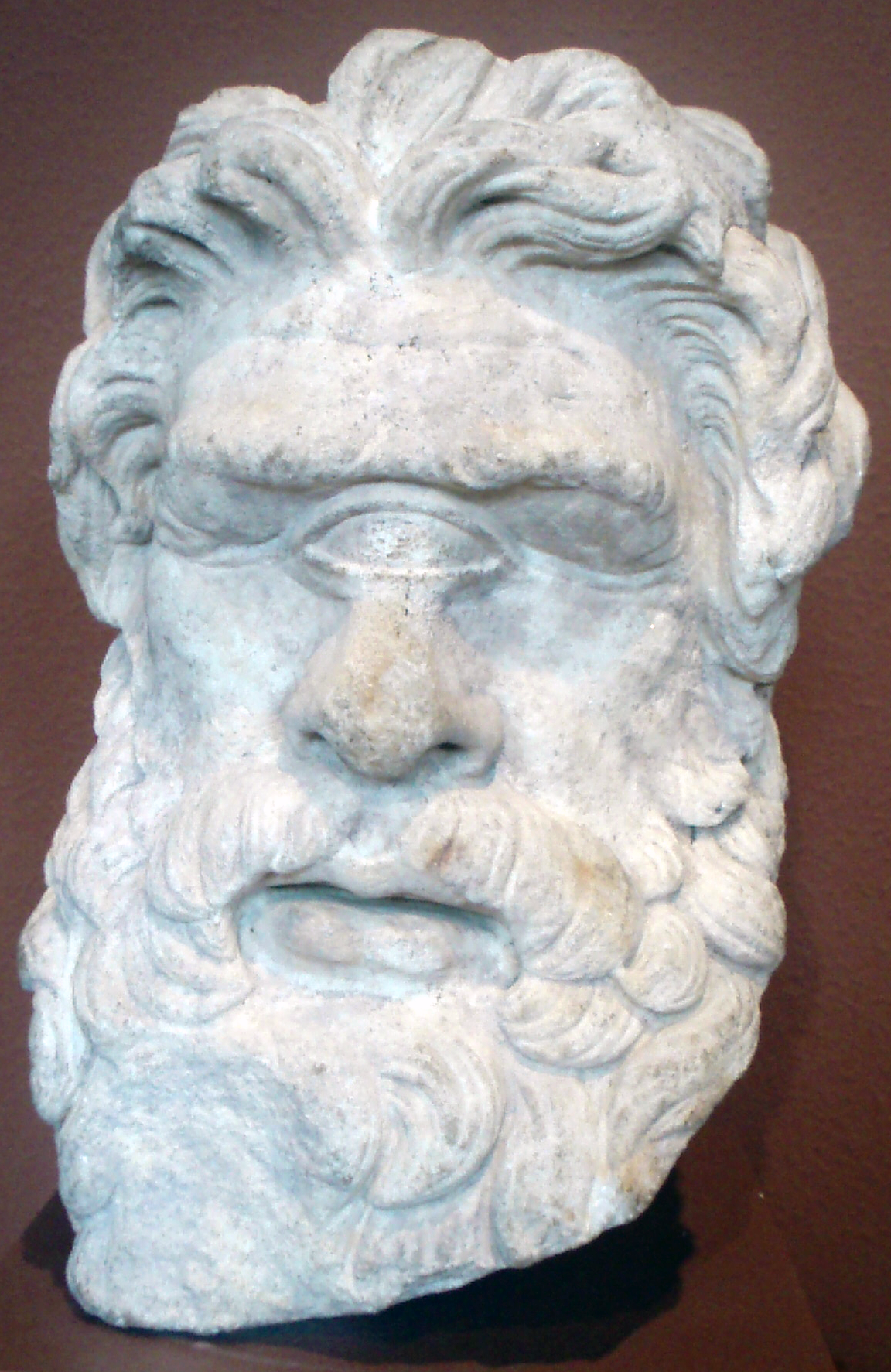
Kopf des Kyklopen Polyphemos, Marmor, Griechenland, 2. Jahrhundert v. Chr. oder römische Kopie

Kyklopen (altgriechisch Κύκλωπες Kýklōpes, deutsch ‚Kreisäugige‘, Singular Κύκλωψ Kýklōps, deutsch ‚Kyklop‘) oder Zyklopen (eingedeutscht nach lateinisch Cyclopes, Singular Cyclops ‚Zyklop‘) sind Gestalten der griechischen Mythologie, die in Abstammung, äußerer Gestalt, Lokalisation und Eigenschaften voneinander differieren. Ihnen gemeinsam ist das ungewöhnliche Aussehen der Augen als kreisrunde Augen oder als Einzelauge auf der Stirn. Bereits in der Antike wurden drei Arten von Kyklopen unterschieden: Die hesiodschen Gewitterdämonen, die später zu vulkanischen Dämonen umgedeutet wurden, die homerischen Riesen und schließlich die mythischen Baumeister.
Von der Figur abgeleitet ist die Bezeichnung Zyklopie für bestimmte Schädelfehlbildungen.

## Mythische Formen

### Dämonen
In Hesiods Theogonie sind die Kyklopen die gottgleichen, aber einäugigen Söhne des Uranos und der Gaia, ihre Geschwister sind die Hekatoncheiren und die Titanen. Sie bekamen die Namen Brontes (Βρόντης), Steropes und Arges. Wie ihre Geschwister werden sie von Uranos in Gaia, der Erde, eingeschlossen und erst von Zeus befreit, der dafür von ihnen Blitz, Zündkeil und Donner für seinen Kampf gegen die Titanen erhält. In Hesiods Eoien werden sie von Apollon getötet.
In der Bibliotheke des Apollodor werden sie mit ihren Geschwistern in den Tartaros verbannt. Sie werden bereits nach der Entmannung des Uranos von den Titanen wieder heraufgeholt, von Kronos jedoch wieder zurückgeschickt. Zeus befreit sie nach zehnjährigem Kampf gegen die Titanen, indem er ihre Wächterin Kampe tötet, und erhält die Waffen wie bei Hesiod sowie einen Helm für Hades und einen Dreizack für Poseidon. Sie werden von Apollon getötet, als dieser sich an Zeus für den Tod seines Sohnes Asklepios rächte. Asklepios hatte mehrere Tote wieder auferstehen lassen und war dafür von Zeus mit dem Blitz getötet worden, den er von den Kyklopen erhielt. Der Pfeil, mit dem die Kyklopen getötet wurden, soll nach späterer Überlieferung unter die Sterne versetzt worden sein.
In Nonnos’ Dionysiaka begleiten die Kyklopen Dionysos bei seinem Feldzug gegen Indien. Ihre Namen sind Brontes, Steropes, Arges, Euryalos, Elatreus, Trakhios und Halimedes. Als einziger Kyklop, der nicht mit auf die Reise geht, wird Polyphem genannt.

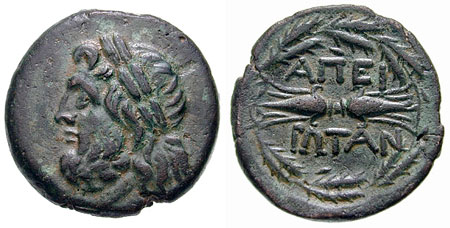
Donnerkeil (rechts, links Zeus) auf einer altrömischen Münze., Epirus, 234 v. Chr.

In späterer Sage erscheinen sie als Gehilfen des Hephaistos, die im Inneren von Vulkanen Waffen schmieden. Die Umdeutung von Gewitterdämonen hin zu vulkanischen Dämonen ergibt sich daraus, dass vulkanische Phänomene einerseits in einen Zusammenhang mit Gewittern gebracht und andererseits als göttliche Schmiedetätigkeiten gedeutet wurden. Erste Ansätze dieser Vorstellung finden sich bei Euripides, der als Polyphems Wohnsitz den Ätna angibt. Als Gehilfen des Hephaistos erscheinen sie erstmals bei Kallimachos, der sie auf den vulkanischen Liparischen Inseln wohnen lässt. In Vergils Aeneis schmieden die Kyklopen Brontes, Steropes und Pyracmon auf der Insel Volcania Blitze und Donnerkeile für Jupiter, einen Streitwagen für Mars und einen Schild für Athene, in der Georgica lässt Vergil sie im Ätna wohnen.
Bei Kallimachos erhält Artemis von den Kyklopen den Bogen, den sie zur Jagd benutzt.

### Homerische Kyklopen
Die bekannteren Kyklopen, denen Odysseus gemäß der Odyssee Homers auf seinen Irrfahrten begegnete, waren die Söhne des Poseidon. Besonders mit Polyphem hatten Odysseus und seine Männer große Schwierigkeiten: Er sperrte Odysseus und zwölf seiner Gefährten in seine Wohnhöhle ein und verspeiste sechs der Männer, bevor Odysseus mit seinen verbliebenen Gefährten durch Listen und Blendung des Polyphem die Flucht gelang. Bei Homer werden die Kyklopen nicht als einäugig beschrieben, möglicherweise weil er die Einäugigkeit als bekannt voraussetzt.

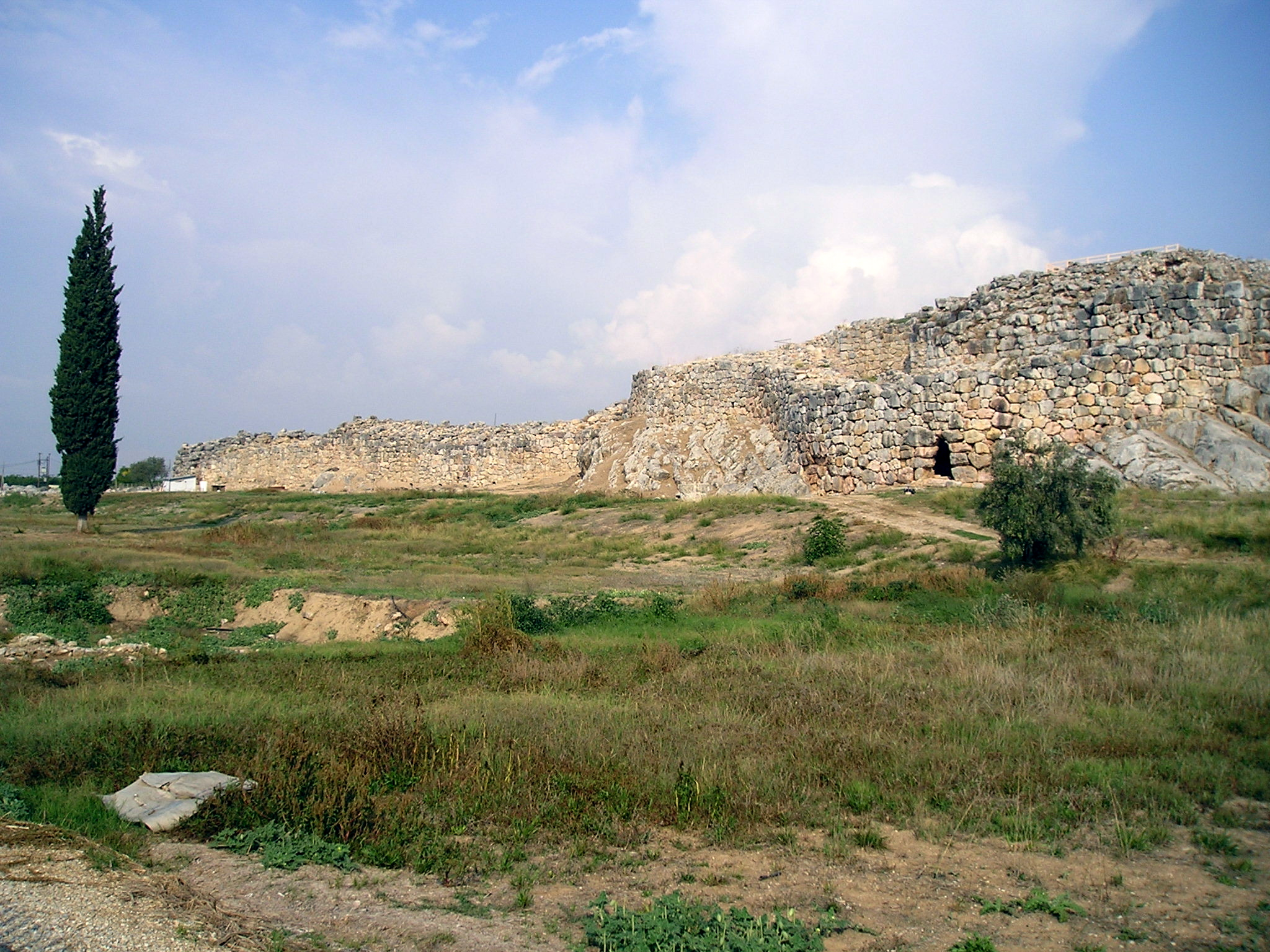
Zyklopenmauerwerk in der antiken Stadt Tiryns

### Baumeister
Eine weitere Ausbildung der Sage findet man in der Erwähnung der Kyklopen, die nach Strabon aus Lykien kamen und in Tiryns und Mykene Mauern und andere Bauwerke errichteten, welche als „Zyklopenmauern“ bezeichnet werden. Dabei handelt es sich um eine ätiologische Sage, mit deren Hilfe die für die griechische Antike unverstandenen Ruinen aus dem Späthelladikum und insbesondere deren Mauerwerk erklärt werden sollte. Die Hellenen der Antike trauten ihren Vorfahren den Umgang mit den gewaltigen Steinquadern und deren beinahe fugenlosen Zusammenbau nicht zu, so dass diese Bauwerke mythischen Figuren zugeschrieben wurden. Dafür wurden Anleihen bei den anderen Kyklopen genommen.

## Herkunft des Kyklopenglaubens

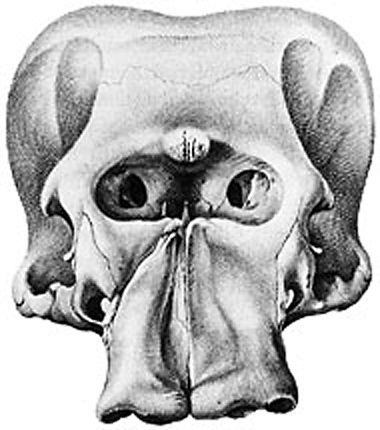
Zeichnung eines Elefantenschädels

Historiker und Mythenforscher mutmaßen, dass die Legenden der einäugigen Riesen auf Gorillas, embryonalen Fehlentwicklungen (Zyklopie), oder auf Funden von Elefantenschädeln beruhen. Sie nehmen an, dass die große Nasenöffnung des Schädels fälschlicherweise als eine einzelne große Augenhöhle interpretiert wurde. Auch einige antike figürliche Darstellungen des Kyklopenkopfes zeigen Ähnlichkeiten zur Schädelstruktur von Elefanten. Neben verschiedenen großen Elefantenarten, die in prähistorischer Zeit auf einigen Mittelmeerinseln lebten, gab es auch einige Zwergelefanten verschiedener Größen, etwa auf Malta, Kreta, Zypern oder in Sizilien. Viele dieser Arten wurden mit großer Wahrscheinlichkeit neben anderen endemischen Insel-Formen wie Zwerg-Hirschen und Zwerg-Nilpferden zum Teil erst relativ spät vom Menschen ausgerottet. Selbst die Schädel sehr kleiner Zwergelefanten-Arten waren deutlich größer als die eines Menschen, was dann in deutlich übermenschengroßen Kyklopen-Darstellungen resultierte. Funde solcher Elefanten stammen häufig aus Höhlen, in die die Tiere hineinfielen, was dazu führte, dass ihre Überreste gut erhalten bleiben konnten. Auch Polyphem lebte in einer Höhle, hier bildeten möglicherweise in Höhlen gefundene Elefanten-Fossilien die Ursprünge dieses Mythos. Die meisten alten Kyklopen-Darstellungen zeigen diese Gestalten 3–5 m groß, weswegen man eher davon ausgeht, dass Schädelfunde von Zwergelefanten und nicht großer Arten wie etwa Deinotherium, die Ursprünge dieser Mythengestalten bildeten.
Über die Möglichkeit, dass der Kyklopen-Mythos auf Funden fossiler Elefantenschädel beruht, spekulierte erstmals 1914 der österreichische Paläontologe Othenio Abel. Um seine Theorie zu untermauern, behauptete Abel, bereits der griechische Philosoph Empedokles hätte eine ähnliche Annahme getroffen. Willy Ley fügte 1948 der These von Abels hinzu, dass sich Giovanni Boccaccio ebenfalls auf Empedokles berief, als er versteinerte Mammutknochen als Erklärung für die Legende der Kyklopen heranzog. Obwohl sich weder in den überlieferten Schriften von Empedokles, noch in den Werken Boccaccios Beschreibungen von Knochenfunden und Bezüge zu Kyklopen finden lassen, wurden die Theorien von Abels und Ley später ungeprüft übernommen und Elefantenschädel als Erklärung für den antiken Glauben an einäugige Riesen schlechthin benutzt. Gegen diese Theorie spricht zudem die Etymologie des Wortes Kyklop, das sich als „ringäugig“ übersetzen lässt. Somit scheinen eher die Ringsymbolik (Unbegrenztheit – Ewigkeit, Symbol der Sonne, Feuer, Erkenntnis) und die Nähe zum Schmiedehandwerk, welches mystifiziert wurde, den Begriff geprägt zu haben, zumal Kyklopen als Schmiede tätig waren. Die embryonale Fehlentwicklung Zyklopie tritt zu selten auf, als dass sie den Kyklopen-Mythos beeinflusst haben könnte.
Die ursprünglichen Beschreibungen der Kyklopen und der Name selbst sprechen zunächst nur von rund- oder ringäugig. Die Vorstellung der Einäugigkeit der Kyklopen mit einem zentralen Auge in der Stirn ist nach dem Wortlaut der Quellen nicht zwingend. In Homers Odyssee blendet der listenreiche Odysseus den Kyklopen Polyphem mit einem im Feuer erhitzten Balken, was zur Annahme der Einäugigkeit geführt hat. Sie wird von Hesiod in der Theogonie explizit ausgeführt.

## Darstellung

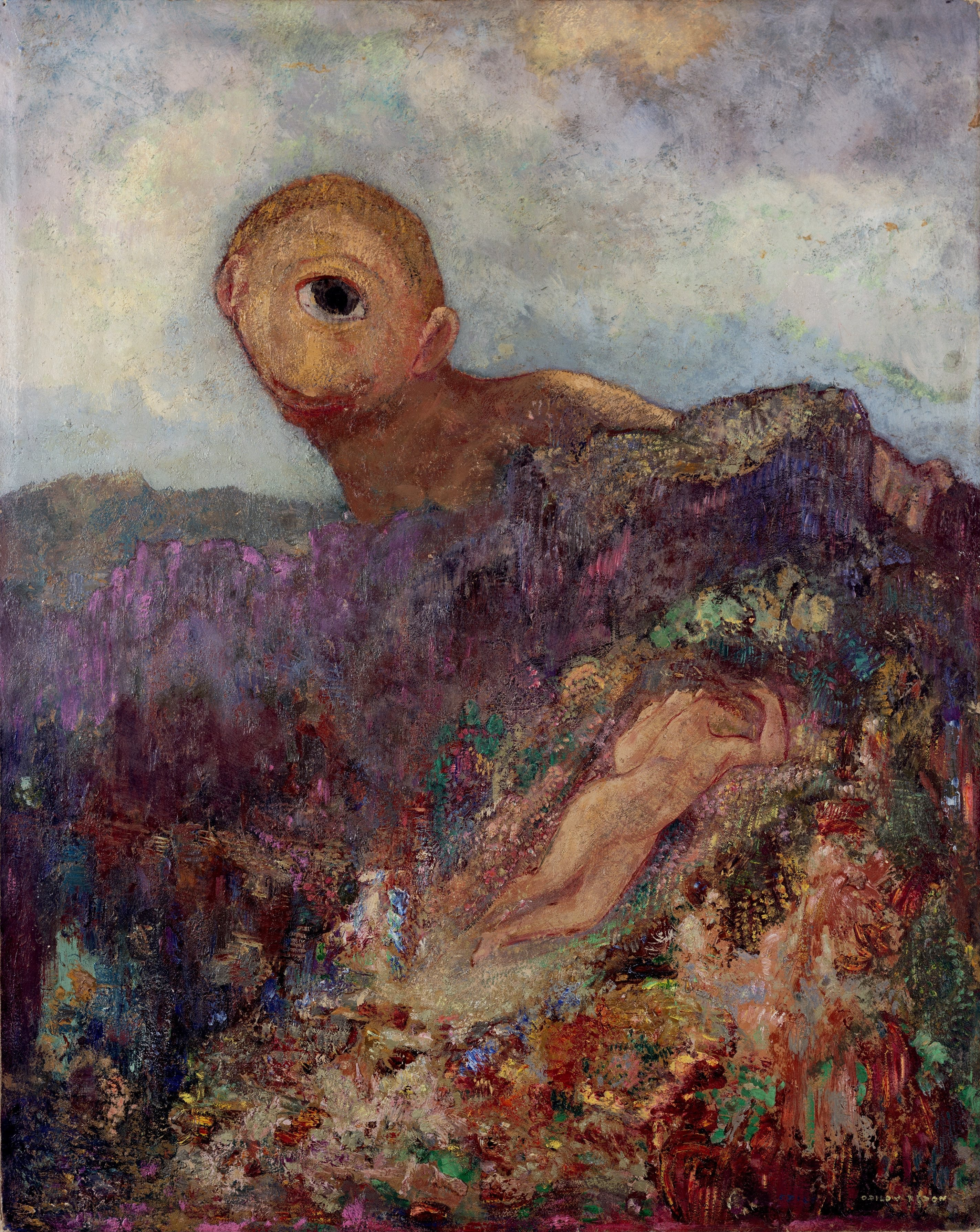
Der Zyklop
(Odilon Redon, 1914, Kröller-Müller Museum, Otterlo, Niederlande)

Von antiken Künstlern wurden die Kyklopen als Riesen mit einem einzelnen großen Auge auf der Stirn dargestellt, doch oft so, dass darunter auch die Augen an der gewöhnlichen Stelle wenigstens angedeutet waren (Relief des kapitolinischen Museums, Kyklop in der Schmiede des Hephästos). Moderne Darstellungen sehen Kyklopen zumeist einäugig und sind vorwiegend durch Homers Polyphem beeinflusst.